# 塔拉库迪
塔拉库迪（Thalakudi），是印度泰米尔纳德邦甘尼亚古马里县的一个城镇。总人口8531（2001年）。

## 人口
该地2001年总人口8531人，其中男性4259人，女性4272人；0—6岁人口852人，其中男471人，女381人；识字率77.61%，其中男性为80.84%，女性为74.39%。